# Château de Walton
Le château de Walton est un monument historique classé de grade II datant du XVIIe siècle et situé sur une colline, dans la ville de Clevedon, dans le North Somerset. Il se trouve sur le site d'un ancien fort remontant à l'âge du fer. 

## Histoire
Le livre du Jugement Dernier décrit le site comme appartenant à "Gunni Le Danois". Cependant, le bâtiment existant sur ce site fut construit entre 1615 et 1620 par John Poulett, Ier baron de la dynastie du même nom. Le château fut conçu tel un pavillon de chasse destiné à Lord Poulett, alors député du Somerset. Pendant la Première Révolution anglaise, la famille Poulett perdit peu à peu ses richesses et, en 1791, le château fut abandonné. Un agriculteur local l'utilisa alors comme laiterie. 
Au début du XIXe siècle, le domaine incluant le château de Walton, situé dans le village de Walton in Gordano, fut acheté par Philip John Miles, qui possédait également des propriétés et de vastes domaines ailleurs, comme par exemple: Kings Weston House (en), Leigh Court (en) et Cardigan Priory and Underdown, ce dernier étant situé à Ledbury, dans le comté de Herefordshire d'où était originaire sa famille.     
Le château fut transmis par héritage à la famille Miles jusqu'en 1975, lorsque Sir William Miles, alors VIe baronnet, fit don des ruines au public s'il était possible de trouver de l'argent permettant de les conserver. La somme nécessaire estimée allait de 6 000 livres à 46 000 livres et le plan échoua, tout comme celui prévu pour instituer un fidéicommis.

## Restauration

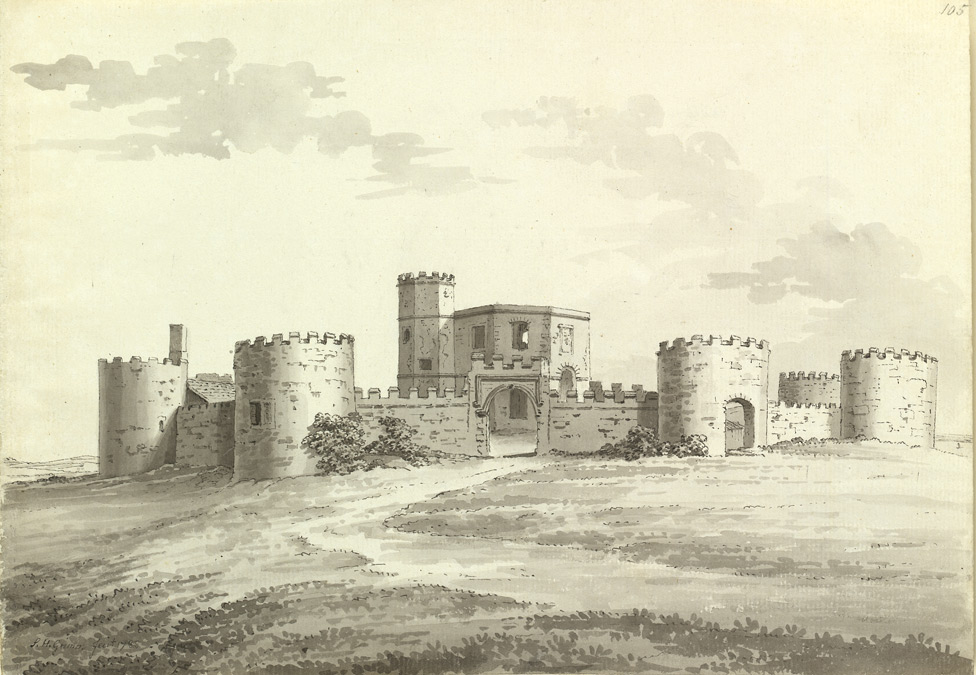
Le château dessiné en 1788

En 1979, la fille de Sir William Miles et Martin Sessions-Hodge, le gendre de ce dernier, dépensèrent 100 000 livres pour restaurer le château en ruines et ils s'y installèrent. Ils passèrent plus d'une année à le transformer en une maison de cinq chambres et de trois salles de bain mais, en 1984, ils vendirent car les charges et le manque de réalisme que les travaux d'un tel bâtiment impliquaient, étaient gênants pour un jeune couple avec trois enfants.  
En 1984, le château fut acheté par Margarita Hamilton qui elle aussi continua à procéder à des modifications, bien qu'il fallût rétablir certaines d'entre elles en raison de problèmes liés au déplacement non autorisé de créneaux appartenant à un monument classé. À la fin des années 1990, Margarita Hamilton organisait régulièrement des événements de bienfaisance mais elle vendit lorsqu'elle fut confrontée aux plaintes des voisins. Aujourd'hui, elle loue le château lorsqu'il s'agit de trouver un cadre fabuleux pour les fêtes de mariage. En 2009, le comédien Bill Bailey était invité d'honneur lors d'un événement destiné à collecter des fonds pour l'association Teenage Cancer Trust (en).

## Source
- (en) Cet article est partiellement ou en totalité issu de l’article de Wikipédia en anglais intitulé « Walton Castle » (voir la liste des auteurs).